# Великий Луг (село)
Вели́кий Луг (деколи — Луг) — село в Україні, у Курненській сільській територіальній громаді Житомирського району Житомирської області. Кількість населення становить 700 осіб (2001). У 1923—2017 роках — адміністративний центр колишньої однойменної сільської ради.

## Загальна інформація
Розташоване за 25 км від Пулин, за 6 км від залізничної станції Курне. В селі діяв народний ансамбль «Великолугівчанка».

## Населення
У 1906 році у селі налічувалося 414 мешканців, дворів — 74, у 1923 році — 23 двори та 595 мешканців.
Станом на 1972 рік кількість населення становила 979 осіб, дворів — 305.
Відповідно до результатів перепису населення СРСР, кількість населення, станом на 12 січня 1989 року, становила 824 особи. Станом на 5 грудня 2001 року, відповідно до перепису населення України, кількість мешканців села становила 700 осіб.

### Мова
Розподіл населення за рідною мовою за даними перепису 2001 року:
| Мова       | Відсоток |
| ---------- | -------- |
| українська | 98,14 %  |
| молдовська | 0,86 %   |
| російська  | 0,86 %   |
| вірменська | 0,14 %   |

## Історія
Засноване у XVII столітті. Належало до Соколовського ключа. У другій половині 19 століття — сільце Великий Луг Новоград-Волинського повіту Волинської губернії, входило до православної парафії у Курне (6 верст).
Наприкінці 19 століття — село Новоград-Волинського повіту. 92 селянам належало 1 038 десятин землі. У 1901 році — німецька колонія.
У 1906 році — сільце Курненської волості (3-го стану) Новоград-Волинського повіту Волинської губернії. Відстань до повітового центру, м. Новоград-Волинський, становила 38 верст, до волосного центру, с. Курне — 5 верст. Найближче поштово-телеграфне відділення розміщувалося на станції Рудня.
У 1923 році включене до складу новоствореної Великолугівської (Лугівської) сільської ради, яка, 7 березня 1923 року, включена до складу новоутвореного Пулинського району Житомирської (згодом — Волинська) округи, адміністративний центр ради. Розміщувалося за 19 верст від районного центру, містечка Пулини. 20 червня 1930 року, в складі сільської ради, включене до новоствореного Соколовського району Волинської округи, 15 вересня 1930 року — до складу Новоград-Волинського району Української ССР, 1 червня 1935 року — Новоград-Волинської міської ради Київської області, 17 жовтня 1935 року — до складу новоствореного Червоноармійського району, 14 травня 1939 року — до складу новоствореного Щорського (згодом — Довбишський) району Житомирської області.
На фронтах Німецько-радянської війни воювали 150 селян, з них 81 нагороджено орденами й медалями, 57 загинули. На їх честь у селі встановлено обеліск Слави.
В радянські часи в селі розміщувалася центральна садиба колгоспу, який обробляв 2 250 га угідь, в тому числі 1 654 га — рілля. Господарство мало розвинуте м'ясо-молочне тваринництво, вирощувало переважно зернові культури, хміль та льон. Працювала обласна школа досвіду вирощування високих врожаїв хмелю, був цегельний завод. 141 колгоспник відзначений урядовими нагородами СРСР.
В селі були школа, бібліотека, будинок культури, краєзнавчий музей, фельдшерсько-акушерський пункт з пологовим відділенням, відділення зв'язку.
28 листопада 1957 року, в складі сільської ради, передане до Червоноармійського району Житомирської області, 30 грудня 1962 року — Новоград-Волинського району, 8 грудня 1966 року — до складу відновленого Червоноармійського (згодом — Пулинський) району.
1 серпня 2017 року увійшло до складу новоствореної Курненської селищної територіальної громади Пулинського району Житомирської області. Від 19 липня 2020 року, разом з громадою, в складі новоствореного Житомирського району Житомирської області.

## Відомі люди
- Діамант Гірш Якович (1911—1941) — єврейський поет[14].
- Чухно Парасковія Григорівна (1898—1979) — українська радянська діячка.